# 長沼藩

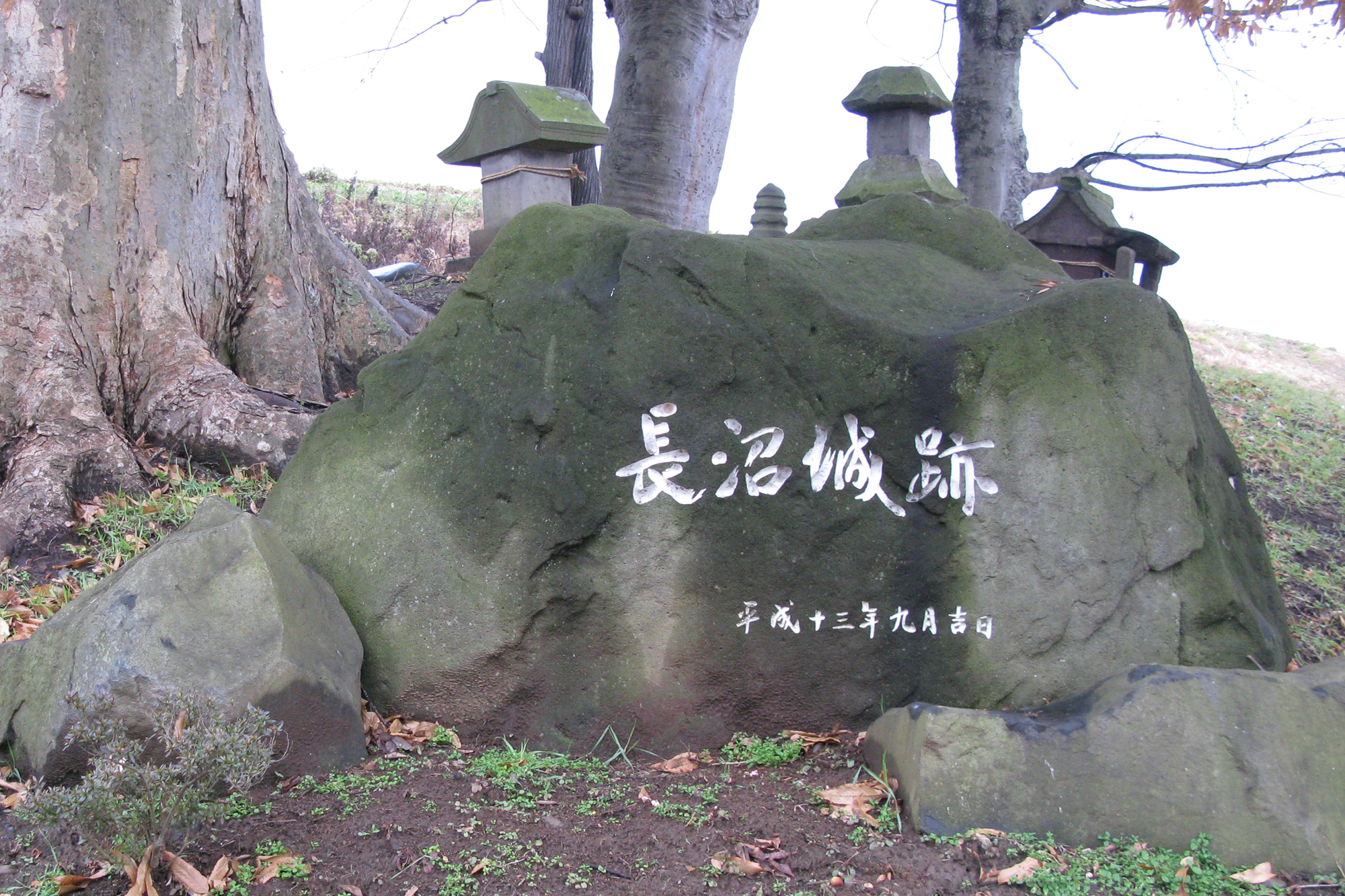
長沼城跡

長沼藩（ながぬまはん）は、信濃（現在の長野県長野市大字穂保）に存在した藩。藩主家は佐久間氏。

## 概要
長沼城は戦国時代から江戸時代初期にかけては武田氏や上杉景勝、豊臣氏、森忠政、松平忠輝の支配下に置かれていた。大坂の陣の戦功により、元和元年（1615年）に佐久間勝之が1万8000石で入る。
寛永11年（1634年）に勝之は死去し、その跡を次男の佐久間勝友が継いだ。このとき、勝友は長兄勝年の子・勝盛に5000石を分与している（長沼知行所）。勝友の死後は長男の佐久間勝豊が継いだ。このとき、3000石を弟の佐久間勝興に分与している（赤沼知行所）。勝豊の跡は養嗣子の佐久間勝親（秋月種信の五男）が継いだ。勝親は貞享5年（1688年）に御側小姓に任じられたが、病と偽って出仕しなかったことを咎められて改易され、その身は丹羽長次に預けられた。これにより、長沼藩は廃藩となった。
なお、勝友の弟・勝種の子・盛遠（あるいは盛充）が勝興の養子となっており、後に赦されて家督を相続、200俵高で幕臣となった。

## 歴代藩主
佐久間家
外様 1万8000石→1万3000石→1万石 （元和元年（1615年） - 貞享5年（1688年）5月15日）
1. 勝之（かつゆき） 従五位下 大膳亮 （元和元年（1615年） - 寛永11年（1634年）11月12日）
2. 勝友（かつとも） 従五位下 蔵人 （寛永12年（1635年） - 寛永19年（1642年）7月1日）
3. 勝豊（かつとよ） 従五位下 安房守 （寛永19年（1642年）7月 - 貞享2年（1685年）8月21日）
4. 勝親（かつちか） （貞享2年（1685年）10月22日 - 貞享5年（1688年）5月15日 除封）

## 分家

### 勝盛家（長沼知行所）
信濃国水内郡、近江国高島郡、5000石 （寛永12年（1635年） - 正保3年（1646年）9月29日）
1. 勝盛（かつもり） 無嗣断絶。

### 勝興家（赤沼知行所）
信濃国水内郡、近江国高島郡、3000石 （寛永19年（1642年）閏9月1日 - 天和2年（1682年）8月11日）
1. 勝興（かつおき） （寛永19年（1642年）閏9月1日 - 寛文4年（1664年）5月15日）
2. 盛遠（もりとお） （寛文4年（1664年）12月10日 - 天和2年（1682年）8月11日 除封）